# 헤카리 유나이티드 FC
PRK 헤카리 유나이티드(PRK Hekari United), 약칭 헤카리 유나이티드(Hekari United)는 파푸아뉴기니 포트모르즈비의 축구 클럽 팀이다. 창설 당시의 팀 이름은 PRK 사우스 유나이티드(PRK Souths United)였다.
PRK 헤카리 유나이티드는 2010년 12월 아랍에미리트 아부다비에서 열린 FIFA 클럽 월드컵에서 아랍에미리트의 알와흐다와 플레이오프를 치렀으며 오스트레일리아와 뉴질랜드를 제외한 남태평양 국가의 축구 클럽으로는 처음으로 FIFA 클럽 월드컵에 출전한 클럽이다. 2010-11 OFC 챔피언스리그에도 참가했으나, 조별 예선에서 탈락이 확정되었다.

## 주요 경력
- 파푸아 뉴기니 내셔널 사커 리그: 우승 9회 (2006, 2007-08, 2008-09, 2009-10, 2010/11, 2011/12, 2013, 2014, 2023 )
- OFC 챔피언스리그: 우승 1회 (2009-10)

## 선수 명단

### 현역
- 다니엘 조(2017 ~ )
- 아티 케포(2019 ~ )
- 루카스 소우사
- 에릭 조 리베이로 모레이라 로페스